# Conradina grandiflora
Conradina grandiflora är en kransblommig växtart som beskrevs av John Kunkel Small. Conradina grandiflora ingår i släktet Conradina och familjen kransblommiga växter. Inga underarter finns listade i Catalogue of Life.

## Bildgalleri

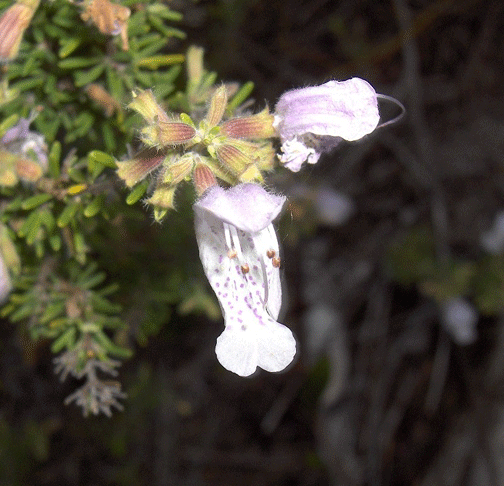
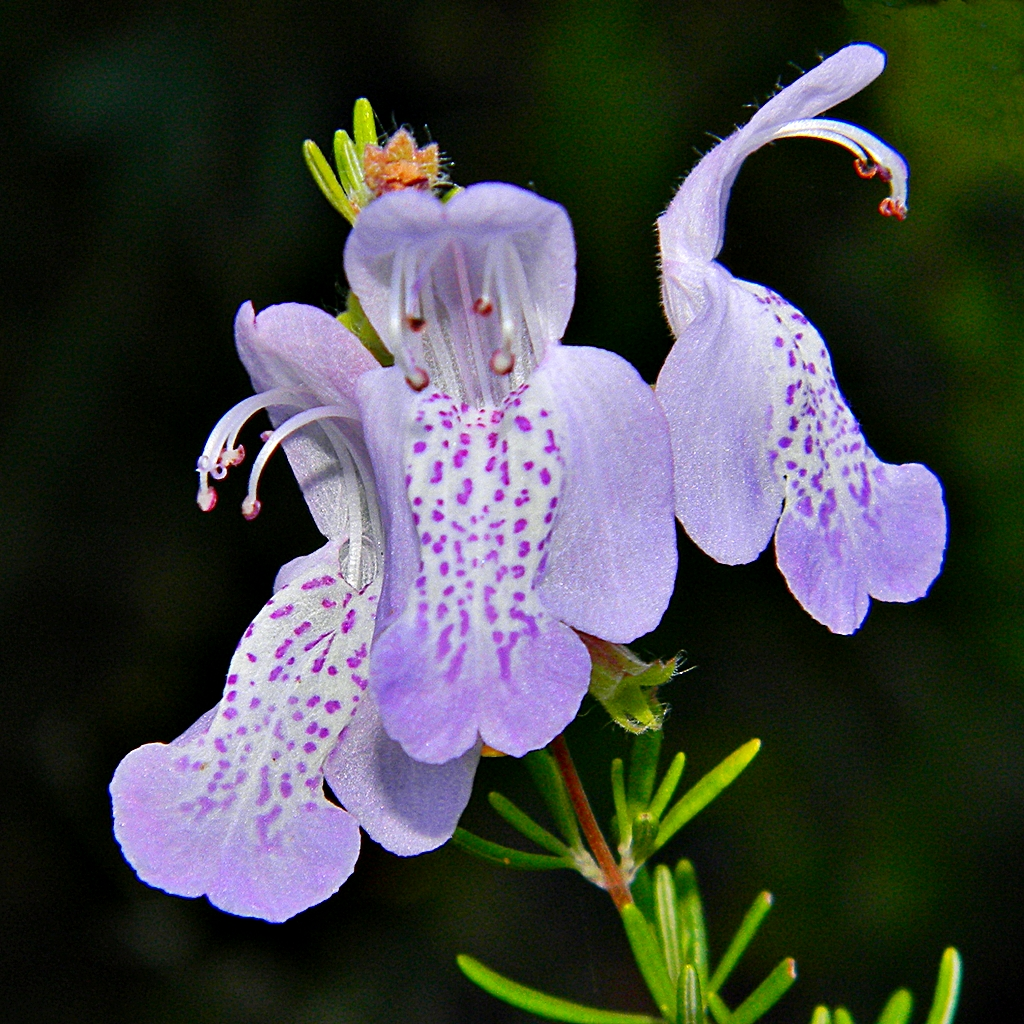
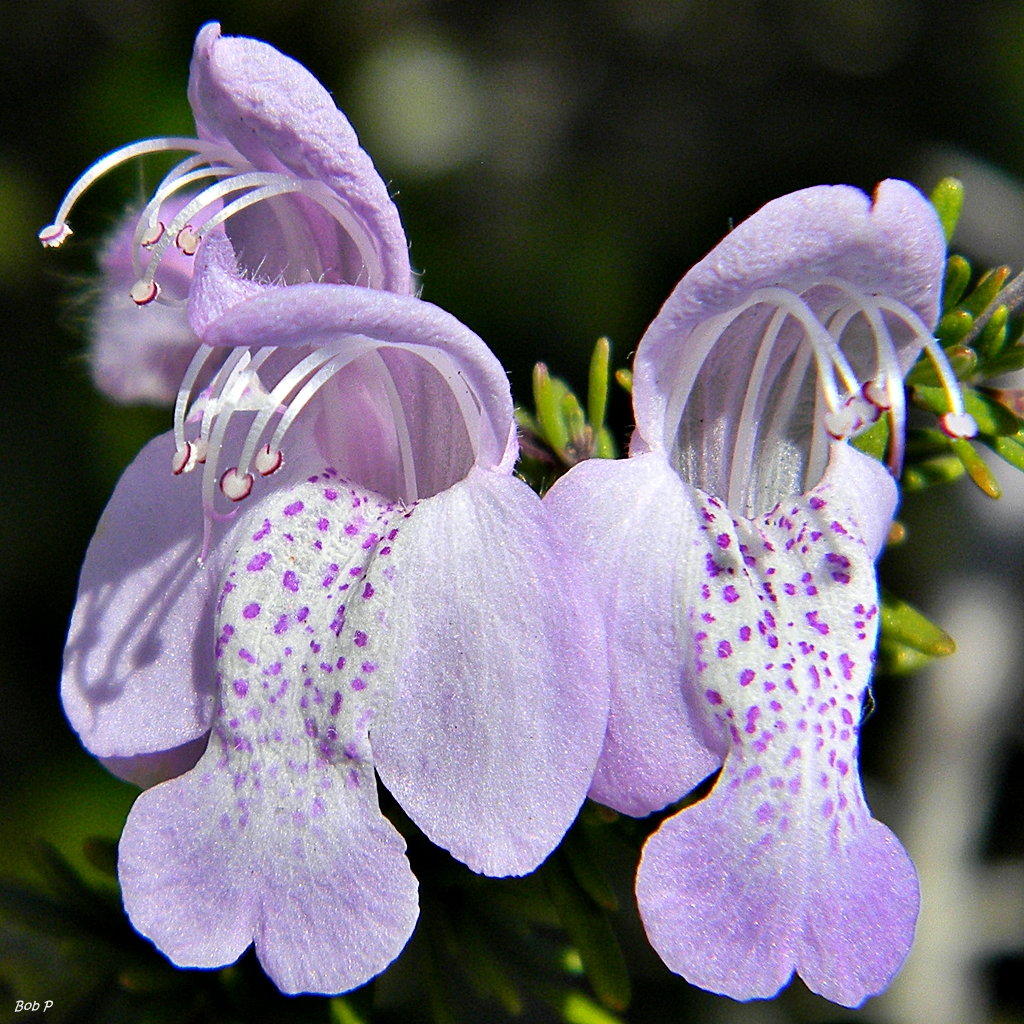
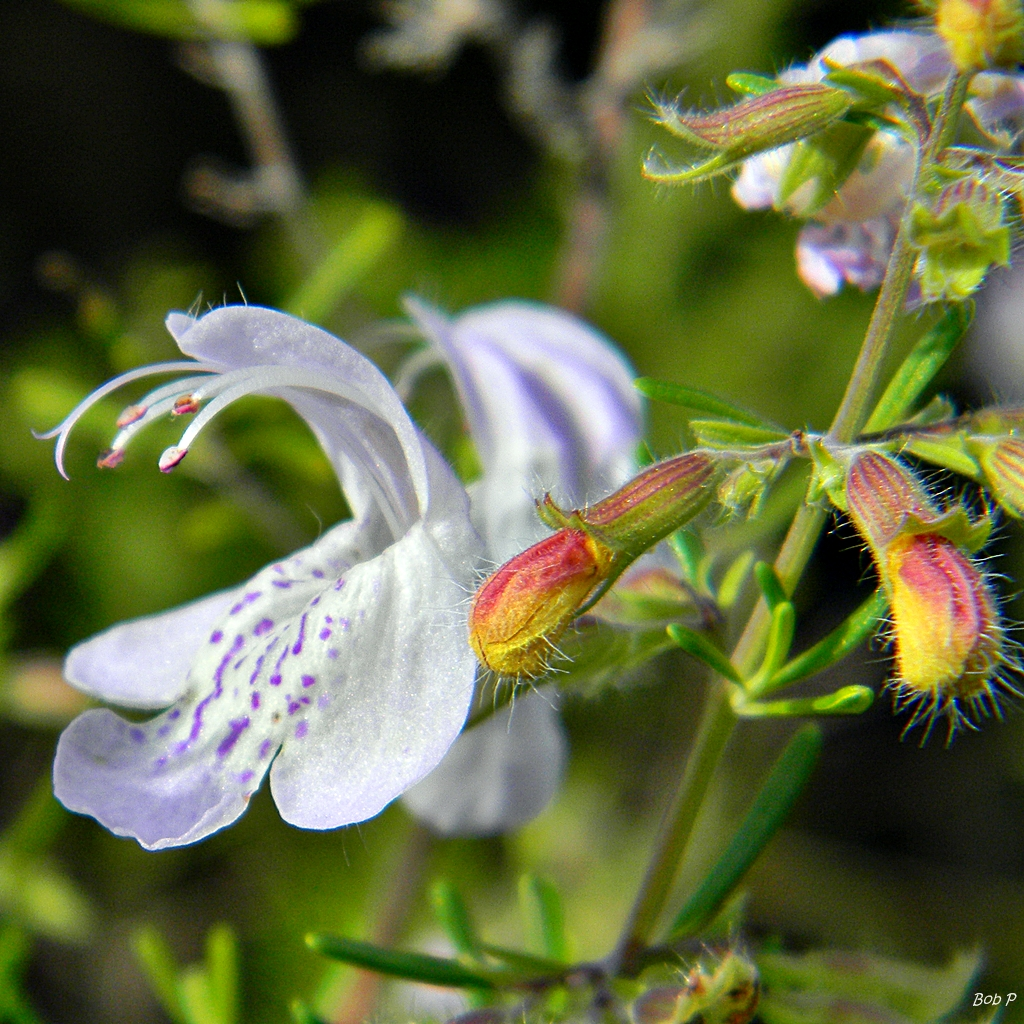
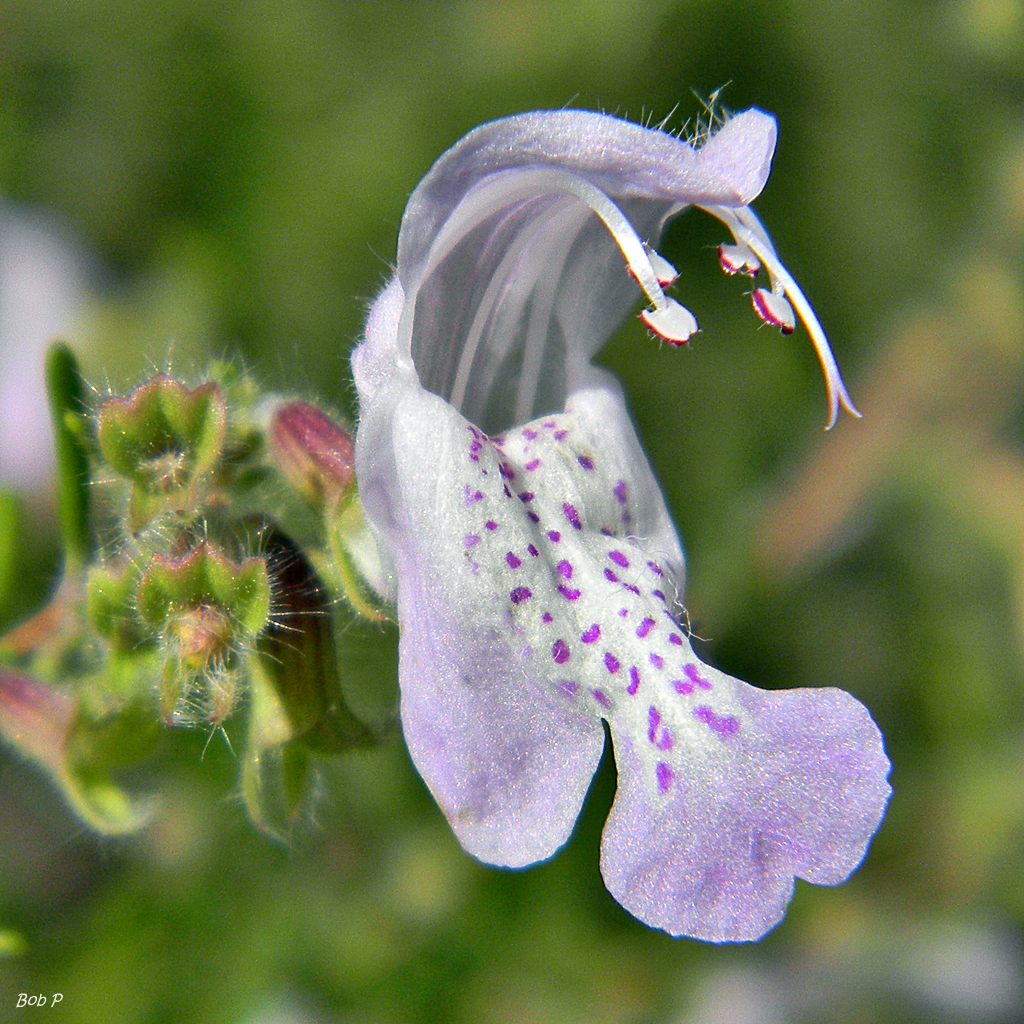